# Маёчгытконваам
Маёчгытконваам (устар. Майегытколенныскываамкай) — река на Дальнем Востоке России. Протекает по территории Анадырского района Чукотского автономного округа. Длина реки составляет 15 км.
«Майегытколенныскываамкай» в переводе с чукот. — «маленькая речка, протекающая по холмистой местности, где растёт ягода голубика».
Берёт истоки в горах Чирынгэгти, впадает в Чирынай, являясь её правым притоком.